# Nazariusz (Ławrinienko)
Nazariusz, imię świeckie Nikołaj Ławrinienko (ur. 11 sierpnia 1952 w Iwkowcach) – rosyjski biskup prawosławny.

## Życiorys
Ukończył Krymski Instytut Rolniczy i po odbyciu zasadniczej służby wojskowej pracował przez cztery lata (1978–1982) w ogrodzie botanicznym Akademii Nauk Ukraińskiej SRR. W 1982 wstąpił do seminarium duchownego w Leningradzie. W 1985 kolejno złożył wieczyste śluby zakonne, przyjął święcenia diakońskie i kapłańskie. Od marca 1986 służył w soborze Trójcy Świętej Ławry św. Aleksandra Newskiego.  W listopadzie 1987 został proboszczem parafii przy soborze Przemienienia Pańskiego w Wyborgu. W roku następnym ukończył Leningradzką Akademię Duchowną i został podniesiony do godności igumena.
Od 1990 do 1991 kierował filią Monasteru Wałaamskiego w Leningradzie, zaś w lutym 1991 został wyznaczony na przełożonego Monasteru Koniewskiego, pierwszego po reaktywacji monasteru zlikwidowanego w 1944. W 1996 objął funkcję dziekana monasterów eparchii petersburskiej. 17 kwietnia 1997 został przełożonym Ławry św. Aleksandra Newskiego (tymczasowo pełnił obowiązki przełożonego od 25 listopada roku poprzedniego).
27 maja 2009 otrzymał nominację na biskupa wyborskiego, wikariusza eparchii petersburskiej. Uroczysta chirotonia miała miejsce następnego dnia w soborze Trójcy Świętej w Ławrze św. Aleksandra Newskiego z udziałem patriarchy moskiewskiego i całej Rusi Cyryla. W 2013 jego tytuł uległ zmianie na biskup kronsztadzki.
W 2023 r. został odwołany z pełnionych dotąd urzędów i przeniesiony do eparchii kuźnieckiej, której został ordynariuszem.